# Narvalo (1906)
Narvalo – włoski okręt podwodny z początku XX wieku, jedna z pięciu jednostek typu Glauco. Okręt został zwodowany 21 października 1906 roku w Arsenale w Wenecji, a w skład Regia Marina wszedł 16 maja 1907 roku. Pełnił służbę na Morzu Adriatyckim, biorąc udział w I wojnie światowej. Jednostka została wycofana z czynnej służby we wrześniu 1918 roku.

## Projekt i budowa
„Narvalo” był jednym z pięciu okrętów typu Glauco zaprojektowanych przez inż. Cesarego Laurentiego . Zastosowane do napędu silniki benzynowe sprawiały duże zagrożenie ze względu na łatwopalne opary paliwa . Mimo to powstało pięć jednostek tego typu, dzięki czemu były to pierwsze zbudowane seryjnie okręty podwodne we Włoszech . Okręt charakteryzował się konstrukcją częściowo dwukadłubową z głównymi zbiornikami balastowymi na śródokręciu i zbiornikami trymującymi na dziobie i rufie. Kształt kadłuba został zoptymalizowany pod kątem poruszania się na powierzchni z szeroką i płaską rufą, szerokim grzbietem służącym jako pokład i ostrym, wystającym przed pokrywami wyrzutni torped dziobem. Okręt miał stery głębokości umieszczone na dziobie i rufie. „Narvalo” różnił się od prototypu uzbrojeniem (zainstalowano na nim dwie wyrzutnie torped w przeciwieństwie do trzech na „Glauco”)  oraz położeniem kiosku (nieco przesunięty do tyłu w porównaniu z prototypem).
„Narvalo” zbudowany został w Arsenale w Wenecji. Stępkę okrętu położono 9 lutego 1905 roku, a zwodowany został 21 października 1906 roku. Był pierwszym okrętem we włoskiej flocie noszącym to imię.

## Dane taktyczno-techniczne
„Narvalo” był niewielkim, przybrzeżnym okrętem podwodnym . Długość całkowita wynosiła 36,84 metra, szerokość 4,32 metra i zanurzenie 2,66 metra. Wyporność normalna w położeniu nawodnym wynosiła 157-161 ton, a w zanurzeniu 240-244 tony. Okręt napędzany był na powierzchni przez dwa silniki benzynowe FIAT o łącznej mocy 600 KM. Napęd podwodny zapewniały dwa silniki elektryczne Savigliano o łącznej mocy 170 KM. Dwuśrubowy układ napędowy pozwalał osiągnąć prędkość 13 węzłów na powierzchni i 6 węzłów w zanurzeniu . Zasięg wynosił 900 Mm przy prędkości 8 węzłów w położeniu nawodnym oraz 40 Mm przy prędkości 5 węzłów w zanurzeniu. Dopuszczalna głębokość zanurzenia wynosiła 25 metrów .
Okręt wyposażony był w dwie stałe dziobowe wyrzutnie torped kalibru 450 mm, z łącznym zapasem czterech torped.
Załoga okrętu składała się z 2 oficerów oraz 13 podoficerów i marynarzy.

## Służba
„Narvalo” wszedł do służby w Regia Marina 16 maja 1907 roku. W początkowym okresie załoga okrętu przechodziła szkolenie w Wenecji i odbywała rejsy głównie wzdłuż wybrzeża Adriatyku. W 1908 roku „Narvalo” uczestniczył w manewrach morskich, które miały miejsce na Morzu Tyrreńskim. W momencie przystąpienia Włoch do I wojny światowej okręt wchodził w skład 4. dywizjonu okrętów podwodnych (wraz z siostrzanymi jednostkami „Glauco”, „Otaria”, „Squalo” i „Tricheco” oraz „Foca” i „Delfino”). Jednostka uczestniczyła w defensywnych patrolach na wodach okalających bazy włoskiej floty w Brindisi i Wenecji. 31 grudnia 1917 roku okręt wchodził w skład Flotylli Górnego Adriatyku w Wenecji (wraz z „Delfino”, X 1, „Atropo”, „Tricheco”, „Fisalia”, „Argonauta”, „Zoea”, „Otaria”, „Argo”, „Squalo”, F 2, F 3, F 4, F 5, F 12, F 13 i F 16). „Narvalo” nie odniósł podczas działań wojennych żadnych sukcesów.
Okręt został skreślony z listy floty 26 września 1918 roku.